# Lau Lauritzen senior
Lauritz (Lau) Lauritzen (sr.) (* 13. März 1878 in Silkeborg; † 2. Juli 1938 in Kopenhagen) war ein dänischer Regisseur und Filmautor. Zu seinen Werken gehörte unter anderem auch die Serie Pat und Patachon. 

## Leben
Lauritzen war ursprünglich Berufsoffizier, entschloss sich aber, zur Schauspielerei zu wechseln. 1907 debütierte er in Aarhus und spielte danach u. a. in Vejle. Er betätigte sich auch als Theaterregisseur. 32-jährig bekam er 1910 ein Engagement für fünf Jahre als Regisseur in Kopenhagen.
1911 erhielt er als Drehbuchautor Zugang zum Film. 1914 kam er zu der europaweit tätigen Nordisk Film und erhielt seinen ersten Regieauftrag. Sein Talent zu komischen Filmen konnte er dort voll zur Geltung bringen, obwohl durch den Ersten Weltkrieg der ausländische Markt verloren ging. Lauritzen hatte mit seinen Filmkomödien, Krimis und Melodramen großen Erfolg, er schrieb die Drehbücher, inszenierte die Filme und schnitt sie selbst. So kam er in den fünf Jahren auf 204 Stummfilme, zeitweilig drehte er über 40 Filme pro Jahr. Natürlich waren viele dieser Produktionen sehr kurz.
Durch seine Bekanntheit in Filmkreisen wurde er nach dem Krieg 1919 der künstlerische Leiter der Palladium Filmgesellschaft. Dort bestand er auf seiner Idee eines Komikerduos, das aus einem kleinen Dicken und einem langen Dünnen bestehen müsse. Mit Carl Schenstrøm und Harald Madsen als Pat und Patachon fand er dieses Duo und machte es unter der Bezeichnung Leuchtturm und Anhänger europaweit bekannt. Vor allem im deutschsprachigen Raum waren die beiden sehr beliebt. 
Bis 1932 zeichnete Lauritzen für sämtliche Filme mit Pat und Patachon verantwortlich, danach arbeitete das Duo auch unter anderen Regisseuren. 1936 zog sich Lauritzen aus dem Filmgeschäft zurück. Sein Sohn Lau Lauritzen (1910–1977) wurde ebenfalls Filmregisseur.